# 布鲁斯·希克
布鲁斯·希克（英語：Bruce Hick，1963年8月20日—），澳大利亚男子赛艇运动员。他曾代表澳大利亚参加1996年和2000年夏季奥林匹克运动会赛艇比赛，其中1996年奥运会获得一枚铜牌。